# Uliastai
Uliastai (mongol: Улиастай) és una ciutat de Mongòlia. Es localitza a la part oest del país, a 1.115 km de la capital Ulaanbaatar. Uliastai és la capital de la província de Zavha i una de les 10 ciutats més poblades del país, amb 24.276 habitants (cens del 2000).